# WNT2
WNT2 (англ. Wnt family member 2) – білок, який кодується однойменним геном, розташованим у людей на короткому плечі 7-ї хромосоми. Довжина поліпептидного ланцюга білка становить 360 амінокислот, а молекулярна маса — 40 418.
| 10         |  | 20         |  | 30         |  | 40         |  | 50         |
| ---------- |  | ---------- |  | ---------- |  | ---------- |  | ---------- |
| MNAPLGGIWL |  | WLPLLLTWLT |  | PEVNSSWWYM |  | RATGGSSRVM |  | CDNVPGLVSS |
| QRQLCHRHPD |  | VMRAISQGVA |  | EWTAECQHQF |  | RQHRWNCNTL |  | DRDHSLFGRV |
| LLRSSRESAF |  | VYAISSAGVV |  | FAITRACSQG |  | EVKSCSCDPK |  | KMGSAKDSKG |
| IFDWGGCSDN |  | IDYGIKFARA |  | FVDAKERKGK |  | DARALMNLHN |  | NRAGRKAVKR |
| FLKQECKCHG |  | VSGSCTLRTC |  | WLAMADFRKT |  | GDYLWRKYNG |  | AIQVVMNQDG |
| TGFTVANERF |  | KKPTKNDLVY |  | FENSPDYCIR |  | DREAGSLGTA |  | GRVCNLTSRG |
| MDSCEVMCCG |  | RGYDTSHVTR |  | MTKCGCKFHW |  | CCAVRCQDCL |  | EALDVHTCKA |
| PKNADWTTAT |  |            |  |            |  |            |  |            |

A: Аланін

C: Цистеїн

D: Аспарагінова кислота

E: Глутамінова кислота

F: Фенілаланін

G: Гліцин

H: Гістидин

I: Ізолейцин

K: Лізин

L: Лейцин

M: Метіонін

N: Аспарагін

P: Пролін

Q: Глутамін

R: Аргінін

S: Серин

T: Треонін

V: Валін

W: Триптофан

Кодований геном білок за функцією належить до білків розвитку. 
Задіяний у такому біологічному процесі, як сигнальний шлях Wnt. 
Локалізований у позаклітинному матриксі.
Також секретований назовні.